# Saint-Georges-du-Vièvre

Saint-Georges-du-Vièvre este o comună în departamentul Eure, Franța. În 1 ianuarie 2022 avea o populație de 894 de locuitori.